# Kabinett Dăncilă
Das Kabinett Dăncilă war die von Viorica Dăncilă am 29. Januar 2018 gebildete Regierung Rumäniens.

## Geschichte
Das rumänische Parlament hat der Regierung unter Ministerpräsidentin Viorica Dăncilă am 29. Januar 2018 das Vertrauen ausgesprochen. Insgesamt stimmten 286 Abgeordnete für und 136 Abgeordnete gegen die Regierung bei einer Enthaltung. Neben den Regierungsparteien PSD und ALDE stimmte auch die Fraktion der UDMR für die Ministerpräsidentin.
Am 10. Oktober 2019 wurde die Regierung vom Parlament per Misstrauensvotum abgewählt. Bis zur Amtsübernahme einer neuen Regierung führt Dăncilă die Geschäfte kommissarisch weiter. Mit der Bildung eines neuen Kabinetts beauftragte Staatspräsident Klaus Johannis am 15. Oktober 2019 den PNL-Vorsitzenden Ludovic Orban.

## Zusammensetzung
Das Kabinett bestand aus 28 Mitgliedern und war damit das größte Kabinett in der Europäischen Union.
| Ministerpräsidentin                                                               |  | Viorica Dăncilă                    | PSD       | 29. Januar 2018    | 4. November 2019   |
| Stellvertretende Ministerpräsidentin und Umweltministerin                         |  | Grațiela Gavrilescu                | ALDE      | 29. Januar 2018    | 4. November 2019   |
| Stellvertretender Ministerpräsident und Entwicklungsminister                      |  | Paul Stănescu                      | PSD       | 29. Januar 2018    | 22. Februar 2019   |
| Stellvertretender Ministerpräsident und Entwicklungsminister                      |  | Vasile-Daniel Suciu                | PSD       | 22. Februar 2019   | 4. November 2019   |
| Stellvertretender Ministerpräsident ohne Geschäftsbereich                         |  | Viorel Ștefan                      | PSD       | 29. Januar 2018    | 3. Juli 2019       |
| Stellvertretender Ministerpräsident ohne Geschäftsbereich                         |  | Eugen Teodorovici (interimistisch) | PSD       | 3. Juli 2019       | 4. November 2019   |
| Stellvertretender Ministerpräsident und Minister für Strategische Partnerschaften |  | Ana Birchall                       | PSD       | 29. Januar 2018    | 24. Juli 2019      |
| Stellvertretender Ministerpräsident und Minister für Strategische Partnerschaften |  | Mihai Fifor                        | PSD       | 24. Juli 2019      | 4. November 2019   |
| Innenministerin                                                                   |  | Carmen Dan                         | PSD       | 29. Januar 2018    | 15. Juli 2019      |
| Innenministerin                                                                   |  | Nicolae Moga                       | PSD       | 24. Juli 2019      | 30. Juli 2019      |
| Innenministerin                                                                   |  | Mihai Fifor (interimistisch)       | PSD       | 30. Juli 2019      | 4. November 2019   |
| Außenminister                                                                     |  | Teodor Meleșcanu                   | ALDE      | 29. Januar 2018    | 15. Juli 2019      |
| Außenminister                                                                     |  | Ramona Mănescu                     | ALDE      | 24. Juli 2019      | 4. November 2019   |
| Verteidigungsminister                                                             |  | Mihai Fifor                        | PSD       | 29. Januar 2018    | 20. November 2018  |
| Verteidigungsminister                                                             |  | Gabriel Leș                        | PSD       | 20. November 2018  | 4. November 2019   |
| Finanzminister                                                                    |  | Eugen Teodorovici                  | PSD       | 29. Januar 2018    | 4. November 2019   |
| Justizminister                                                                    |  | Tudorel Toader                     | Parteilos | 29. Januar 2018    | 24. April 2019     |
| Justizminister                                                                    |  | Ana Birchall                       | PSD       | 24. April 2019     | 4. November 2019   |
| Landwirtschaftsminister                                                           |  | Petre Daea                         | PSD       | 29. Januar 2018    | 4. November 2019   |
| Arbeitsministerin                                                                 |  | Olguța Vasilescu                   | PSD       | 29. Januar 2018    | 20. November 2018  |
| Arbeitsministerin                                                                 |  | Marius-Constantin Budăi            | PSD       | 20. November 2018  | 4. November 2019   |
| Minister für Bildung                                                              |  | Valentin Popa                      | PSD       | 29. Januar 2018    | 27. September 2018 |
| Minister für Bildung                                                              |  | Rovana Plumb (interimistisch)      | PSD       | 2. Oktober 2018    | 16. November 2018  |
| Minister für Bildung                                                              |  | Ecaterina Andronescu               | PSD       | 16. November 2018  | 4. November 2019   |
| Wirtschaftsminister                                                               |  | Dănuț Andrușcă                     | PSD       | 20. November 2018  | 4. November 2019   |
| Wirtschaftsminister                                                               |  | Niculae Bădălău                    | PSD       | 20. November 2018  | 4. November 2019   |
| Gesundheitsministerin                                                             |  | Sorina Pintea                      | PSD       | 29. Januar 2018    | 4. November 2019   |
| Energieminister                                                                   |  | Anton Anton                        | ALDE      | 29. Januar 2018    | 4. November 2019   |
| Ministerin für EU-Mittel                                                          |  | Rovana Plumb                       | PSD       | 29. Januar 2018    | 24. April 2019     |
| Ministerin für EU-Mittel                                                          |  | Eugen Teodorovici (interimistisch) | PSD       | 24. April 2019     | 7. Juni 2019       |
| Ministerin für EU-Mittel                                                          |  | Roxana Mînzatu                     | PSD       | 7. Juni 2019       | 4. November 2019   |
| Handelsminister                                                                   |  | Ștefan Oprea                       | PSD       | 29. Januar 2018    | 4. November 2019   |
| Kulturminister                                                                    |  | George Ivașcu                      | Parteilos | 29. Januar 2018    | 20. November 2018  |
| Kulturminister                                                                    |  | Daniel Breaz                       | PSD       | 20. November 2018  | 4. November 2019   |
| Minister für Wasser- und Forstwirtschaft                                          |  | Ion Deneș                          | PSD       | 29. Januar 2018    | 4. November 2019   |
| Transportminister                                                                 |  | Lucian Șova                        | PSD       | 29. Januar 2018    | 22. Februar 2019   |
| Transportminister                                                                 |  | Răzvan-Alexandru Cuc               | PSD       | 22. Februar 2019   | 4. November 2019   |
| Forschungsministerin                                                              |  | Nicolae Burnete                    | PSD       | 29. Januar 2018    | 31. August 2018    |
| Forschungsministerin                                                              |  | Viorel Ștefan (interimistisch)     | PSD       | 12. September 2018 | 29. Oktober 2018   |
| Forschungsministerin                                                              |  | Nicolae Hurduc                     | PSD       | 29. Oktober 2018   | 4. November 2019   |
| Ministerin für Jugend und Sport                                                   |  | Ioana Bran                         | PSD       | 29. Januar 2018    | 20. November 2018  |
| Ministerin für Jugend und Sport                                                   |  | Bogdan Matei                       | PSD       | 20. November 2018  | 4. November 2019   |
| Minister für Tourismus                                                            |  | Bogdan Trif                        | PSD       | 29. Januar 2018    | 4. November 2019   |
| Minister für Kommunikation                                                        |  | Petru Bogdan Cojocaru              | ALDE      | 29. Januar 2018    | 20. November 2018  |
| Minister für Kommunikation                                                        |  | Bogdan Matei                       | ALDE      | 20. November 2018  | 4. November 2019   |
| Minister für die Beziehung zum Parlament                                          |  | Viorel Ilie                        | ALDE      | 29. Januar 2018    | 4. November 2019   |
| Minister für Europapolitik                                                        |  | Victor Negrescu                    | PSD       | 29. Januar 2018    | 9. November 2018   |
| Minister für Europapolitik                                                        |  | George Ciamba                      | Parteilos | 14. November 2018  | 4. November 2019   |
| Ministerin für Rumänen im Ausland                                                 |  | Natalia Intotero                   | PSD       | 29. Januar 2018    | 24. April 2019     |
| Ministerin für Rumänen im Ausland                                                 |  | Radu Oprea (interimistisch)        | PSD       | 24. April 2019     | 7. Juni 2019       |
| Ministerin für Rumänen im Ausland                                                 |  | Natalia Intotero                   | PSD       | 7. Juni 2019       | 4. November 2019   |